# Kenny De Maerteleire
Kenny De Maerteleire, né le 4 mai 1961 à Gand, est un coureur cycliste belge.

## Biographie
En 1978, Kenny de Maerteleire est sacré champion du monde de la course aux points.
En 1979, il devient vice-champion du monde sur route juniors à Buenos Aires. Il est seulement devancé par Greg LeMond, qui deviendra par la suite trois fois vainqueur du Tour de France et deux fois champion du monde sur route professionnel.
Après avoir notamment remporté Paris-Roubaix amateurs et le championnat de Belgique militaire en 1981, il passe professionnel en 1983 au sein de l'équipe française La Redoute-Motobécane. Vainqueur du Circuit des frontières, il se classe par ailleurs deuxième d'une étape sur Tour de l'Avenir. Il arrête sa carrière professionnelle à la fin de l'année 1984 après une saison passée au sein de la formation belge Tönissteiner-Lotto-Mavic-Pecotex.
En 2008, il devient champion du monde masters dans la catégorie des 45-49 ans.

## Palmarès sur route
- 1979
  -  Médaillé d'argent du championnat du monde sur route juniors
- 1981
  -  Champion de Belgique sur route militaires
  - Paris-Roubaix amateurs
  - 3e du Tour des Flandres amateurs
  - 3e de Paris-Vailly
- 1982
  - 4ea étape du Tour du Brabant flamand
- 1983
  - Circuit des frontières

## Palmarès sur piste

### Championnats du monde juniors
- 1978
  -  Champion du monde de la course aux points juniors